# Musculus transversus linguae

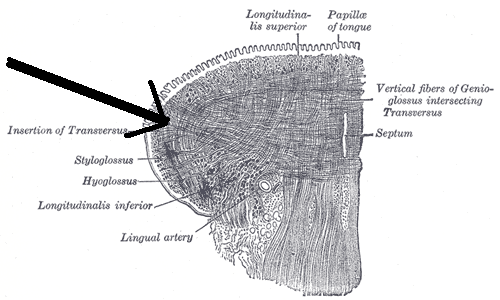
A nyelv csúcsa (a nyíl mutatja az apró izmot)

A musculus transversus linguae egyike a néhány izomnak, amelyek a nyelvet alkotják.

## Eredés, tapadás, elhelyezkedés
A median fibrous septumról ered és a nyelv oldalán tapad.

## Beidegzés
A nervus hypoglossus idegzi be.

## Külső hivatkozások
- Kép, leírás
- Leírás
- Fül-orr-gége